# 苦子马槟榔
苦子马槟榔（学名：Capparis yunnanensis）为山柑科山柑属下的一个种。其种加词 yunnanensis 意为“云南的”。